# تنمية خضراء
التنمية الخضراء هي مصطلح يُعنى بالتطور العقاري الذي يدرس مدى التأثيرات البيئية والاجتماعية على التنمية. يتم تعريف التنمية الخضراء عبر ثلاث فئات فرعية: الاستجابة البيئية وكفاءة الموارد ومدى الاستقرار الثقافي.
تأخذ الاستجابة البيئية القيمة الجوهرية للطبيعة وتضعها في عين الاعتبار وتقلل من الضرر البيئي. يشير مصطلح كفاءة الموارد إلى استخدام أقل للمصادر من أجل حفظ الطاقة وحماية البيئة.
تراعي الحساسية الاجتماعية والثقافية القيم الثقافية الفريدة لكل مجتمع وتضعها في عين الاعتبار خلال عملية التطور العمراني.
تظهر التنمية الخضراء في نواحٍ عدّة، وترتكز بشكل عام على مضاعفة الحلول؛ أي ميزات المشروع التي توفر فوائد إضافية، بحيث تقلل من تأثيراتها تجاه البيئة.

## تاريخ
انبثقت التنمية الخضراء كناتج عن الحركة البيئية في سبعينيات القرن الماضي. بدأ استخدام المصطلح في مجال العقارات عام 1987 عبر تقرير من قبل اللجنة الدولية للبيئة والتنمية بعنوان «مستقبلنا المشترك». تضمن التقرير 16 مبدأ حول إدارة البيئة تم إقرارهم لتبني سلوك التنمية الخضراء. كما أنها تناقش النموذج التقليدي لنمو الاقتصاد الكلّي، ومدى تأثير إهماله على البيئة. أدى اتباع هذه الحركة المبدأية إلى مرور قطاع العقارات بعلاقة متأرجحة مع تطبيق منهجيات حماية البيئة؛ غالبًا ما تأتي المشاكل البيئية في المرتبة الثانية بعد دراسة العوامل الاقتصادية. بدأت التشريعات التي تؤثر على القطاع العقاري بالإضافة إلى القلق البيئي بالظهور مكوّنة مصطلح التنمية الخضراء. مع ذلك، فإن القلق الأكبر الذي يحيط بموضوع التنمية الخضراء هو إمكانية زيادة تكلفة المشاريع ووقت التنفيذ. وبالتالي أصبح هناك جدل حول ما إذا كانت السياسات الخضراء مستدامة وذات تأثير إيجابي على الاقتصاد. أولى الاهتمام البيئي عنايته بموضوع التطور العقاري منذ نشأته، وأصبح الآن يمتلك أهمية متزايدة. على المطورين العقاريين العمل اليوم ضمن معايير التشريع التي تأخذ بعين الاعتبار الآثار البيئية للتنمية.

## الممارسات

### أنماط التنمية الواسعة
يشرح قانون مجلس الشيوخ رقم 375 إستراتيجية تخطيط حضرية تدعى «النمو الذكي». تعرف هذه الاستراتيجية من خلال التنسيق بين إدارة استخدام الأراضي واستثمار رأس المال، وتحرضها القضايا البيئية. تعرف بمعنى آخر بالتنظيم بين الكمية والوقت والموقع وطابع التنمية. لا يعني النمو الذكي الحد من الإنماء. يحمل مصطلح «مراقبة النمو» الدلالة على إدارة أو الحد من الإنماء، و«عدم النمو» يحمل معنى إيقاف الإنماء بشكل تام. النمو الذكي هو اجتماع لكل من تلك الدلالات الثلاث معًا.
حدود النمو الحضري هي إستراتيجية مشهورة ضمن سياسة النمو الذكي. تهدف هذه الحدود إلى الحث على النمو ضمن حدود معينة وتعيق النمو خارجها. الهدف من حدود النمو الحضري هو جلب التنمية الكثيفة بهدف خفض التمدد المدني. تسعى تقنية النمو الذكي هذه في النهاية إلى إحياء المدن المركزية، وخلق مساحات نابضة بالحياة تساعد في تنمية المجتمع.
تعد أنماط التطور المجتمعة هذه من ضمن الحلول المضاعفة. إذ يمكن أن يساهم تقليل الطلب على البنى التحتية في توفير المال والموارد، وتزيد هذه الحلول من معيار التمشية (وهو معيار لتقدير قابلية إحدى المناطق للمشي فيها) ما يزيد من فرص التفاعل الاجتماعي والتكاتف المجتمعي.

### البناء الذكي
في الولايات المتحدة، تعتبر المباني السكنية والتجارية من أكثر المستهلكين للطاقة الكهربائية وأنظمة التدفئة والتهوية وتكييف الهواء التي يشتمل على جزء كبير من هذا الاستهلاك. في الحقيقة، تقول وزارة الطاقة الأمريكية أن 70% من الكهرباء المستهلكة في الولايات المتحدة تذهب إلى المباني. تهدف طرائق أتمتتة المباني مثل أنظمة كشف تواجد الناس ضمن البيت وشبكات الاستشعار اللاسلكية ومنظومة التحكم بأنظمة التدفئة والتهوية وتكييف الهواء إلى جعل اسهلاك الطاقة أكثر كفاءة وفعالية. يعمل باحثون في جامعة سان دييجو على مشروع يهدف إلى جعل أنظمة المباني الذكية توفر بين 10 إلى 15% من الكهرباء الواصلة إليها.

## دراسات الحالة

### شقق قرية هولي ستريت
تبنت مدينة باسادينا في كاليفورينا مؤخرًا مخططًا عامًا يرتكز على سبعة مبادئ: احتياجات المجتمع ونوعية الحياة والحفاظ على الصفة التاريخية للمدينة وحيوية الاقتصاد والحفاظ على مجتمع عائلي صحي ودعم المشاركة الاجتماعية وانعدام الحاجة للسيارات والترويج لها بكونها مركزًا ثقافيًا وعلميًا وترفيهيًا وتعليميًا ضمن المنطقة.
تضمن المشروع زيادة الوعي البيئي بالاعتبارات الاجتماعية خلال عملية البناء. تبنت شقق قرية هولي ستريت عددًا من المبادئ المحددة في خطة مدينة باسادينا.

## الجدال
من الانتقادات الشائعة للتنمية الخضراء أنها تؤثر سلبًا على الطريقة التي يعمل بها مطورو العقارات، إذ يمكن أن تؤدي إلى زيادة التكلفة وزيادة مدة التأخير في التنفيذ. على سبيل المثال، يمكن أن يضيف الحصول على شهادة التنمية الخضراء تكاليف إضافية تتضمن رسوم التصميم والبناء والصيانة وهندسة الديكور وتطوير المساحات المجاورة.
علاوة على ذلك، يتم انتقاد التنمية الخضراء على مستوى السكن الداخلي. أثبتت المنازل الذكية قدرتها على حفظ الطاقة على المدى الطويل، إلا أنها تزيد من التكاليف المدفوعة مقدمًا من خلال سخانات المياه غير المزودة بخزان وأنظمة العزل وأنظمة تكييف الهواء عالية الكفاءة. من ناحية أخرى، غالبًا ما يكون المطورون غير قادرين على تطوير مساحة ما من الأرض نظرًا للتسهيلات الحكومية التي تدفعها الحكومة أو المنظمات غير الحكومة بهدف الحفاظ على الأرض كما هي في حالتها الطبيعية أو الزراعية أو التاريخية أو في الأماكن المفتوحة.